# Séchoir
Ne doit pas être confondu avec un étendoir ou sèche-linge, également appelés séchoir.
 (décembre 2015).
Si vous disposez d'ouvrages ou d'articles de référence ou si vous connaissez des sites web de qualité traitant du thème abordé ici, merci de compléter l'article en donnant les références utiles à sa vérifiabilité et en les liant à la section « Notes et références ».
Un séchoir est une installation pouvant être un lieu (ensoleillé ou exposé au vent), un bâtiment, une structure, ou encore un appareil spécifique, destinées à faire sécher des produits de la cueillette ou de la chasse, des produits agricoles, des objets ou des matériaux ne pouvant être conservés à l'air libre ou des produits pouvant moisir en cas de stockage humide tel que le linge ou devant être sec avant utilisation comme les briques de terre cuite.

## Produits de la cueillette ou de la chasse et produits agricoles
Un séchoir est utilisé pour tous les produits pouvant être déshydratés pour être conservé comme la viande, le poisson, les fruits, les légumes, le tabac, le houblon, etc..

## Dispositif de séchage
Les objets ou produits à sécher sont disposés sur des claies ou suspendus de manière que l'air puisse circuler, généralement dans un bâtiment dont les parois sont à claire-voie.
Le séchoir peut aussi être un fumoir ou un saloir. Ils sont soit passifs, utilisant la convection naturelle de l'air, soit actifs et munis de ventilateurs ou d'un système de chauffage (fioul, gaz, bois, etc.).
Il existe maintenant des séchoirs solaires utilisant de l'air chauffé par des panneaux solaires.
Autrefois, on appelait séchoir le « carré de bois où les parfumeurs font sécher leurs pastilles, leurs savonnettes, etc. ». Dans les manufactures de draps et toiles, c'était le « lieu où on étend les toiles » (une étendue d'herbe pour blanchir les draps au soleil) ou le nom de la machine où on les suspendait pour les faire sécher.
Un séchoir peut aujourd'hui aussi désigner un appareil destiné à sécher le linge, les draps ou divers produits industriels.

Différents types de séchoirs
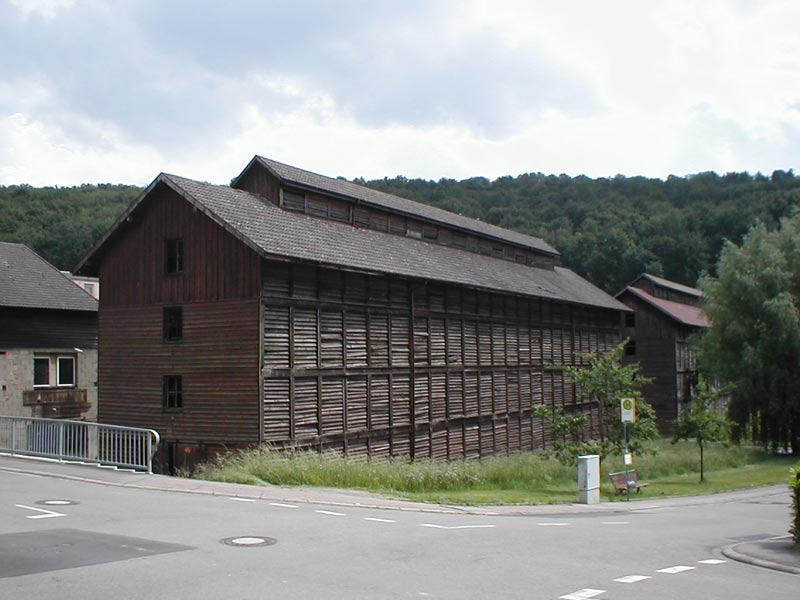
Séchoir à tabac, Hoffenheim, Allemagne.
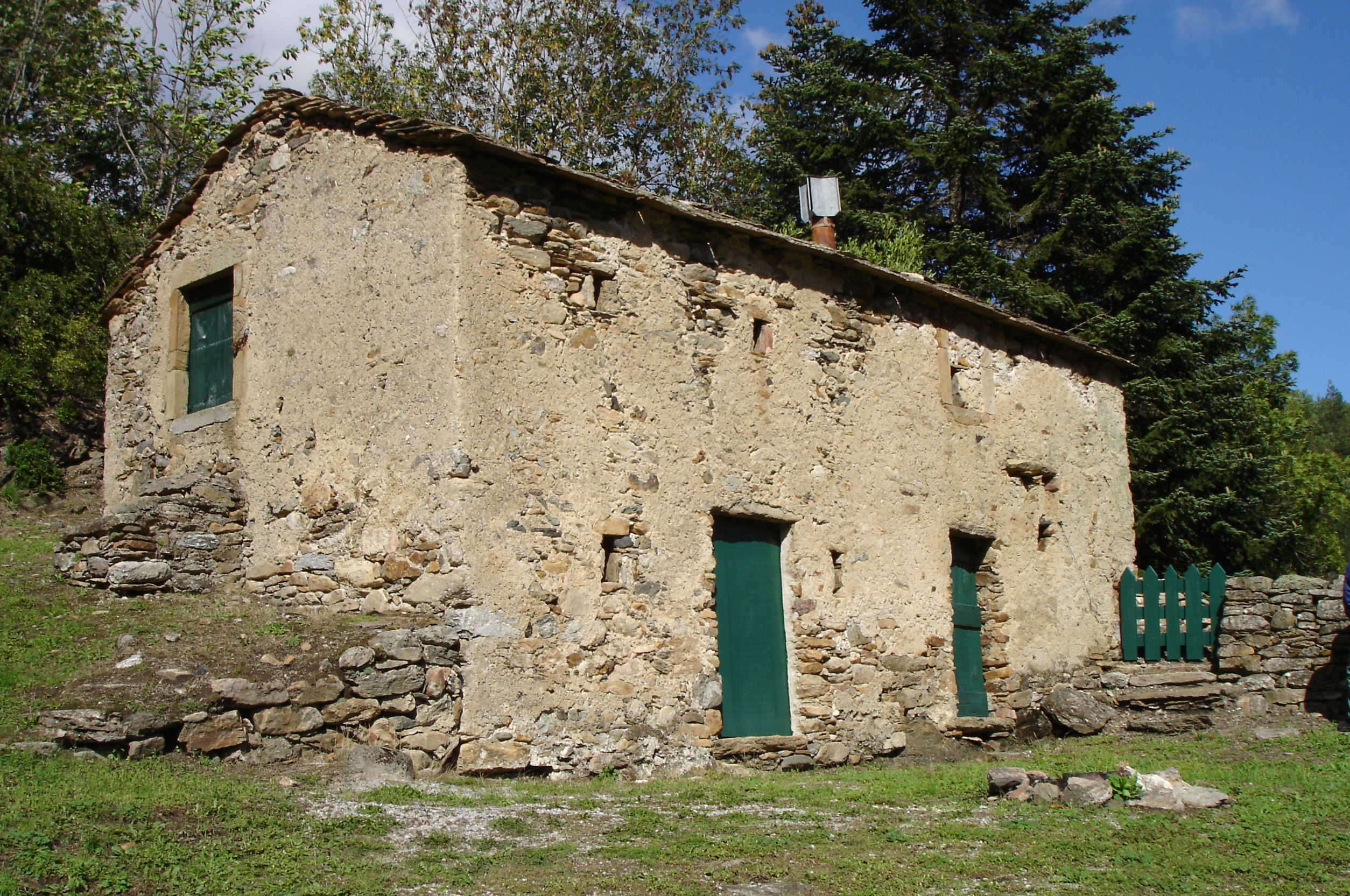
Séchoir traditionnel français à châtaignes  (secador, en occitan).
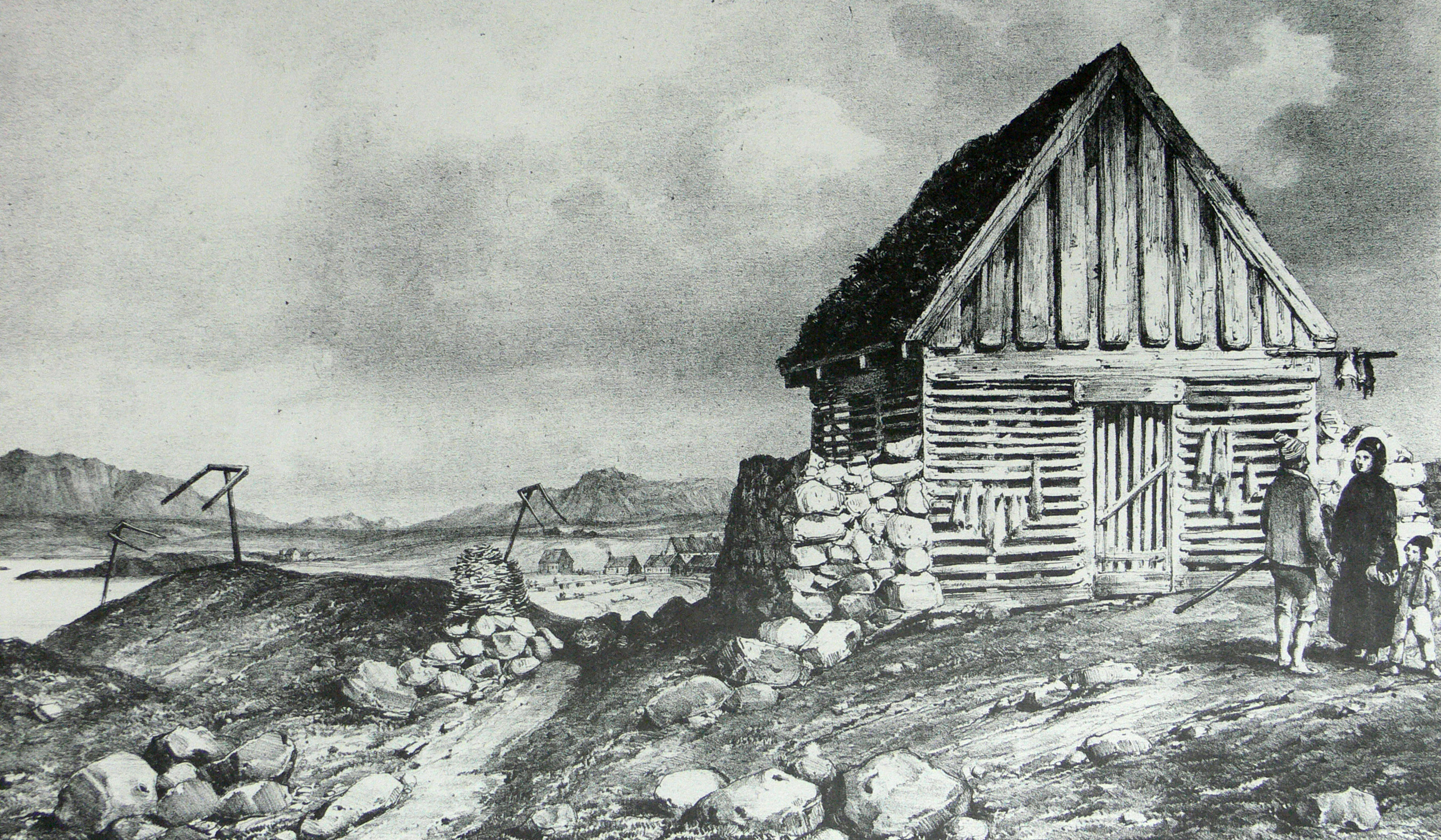
Séchoir à poissons, à Reykjavik, construit en bois flotté (très résistant aux insectes et intempéries, ainsi qu'à la putréfaction)
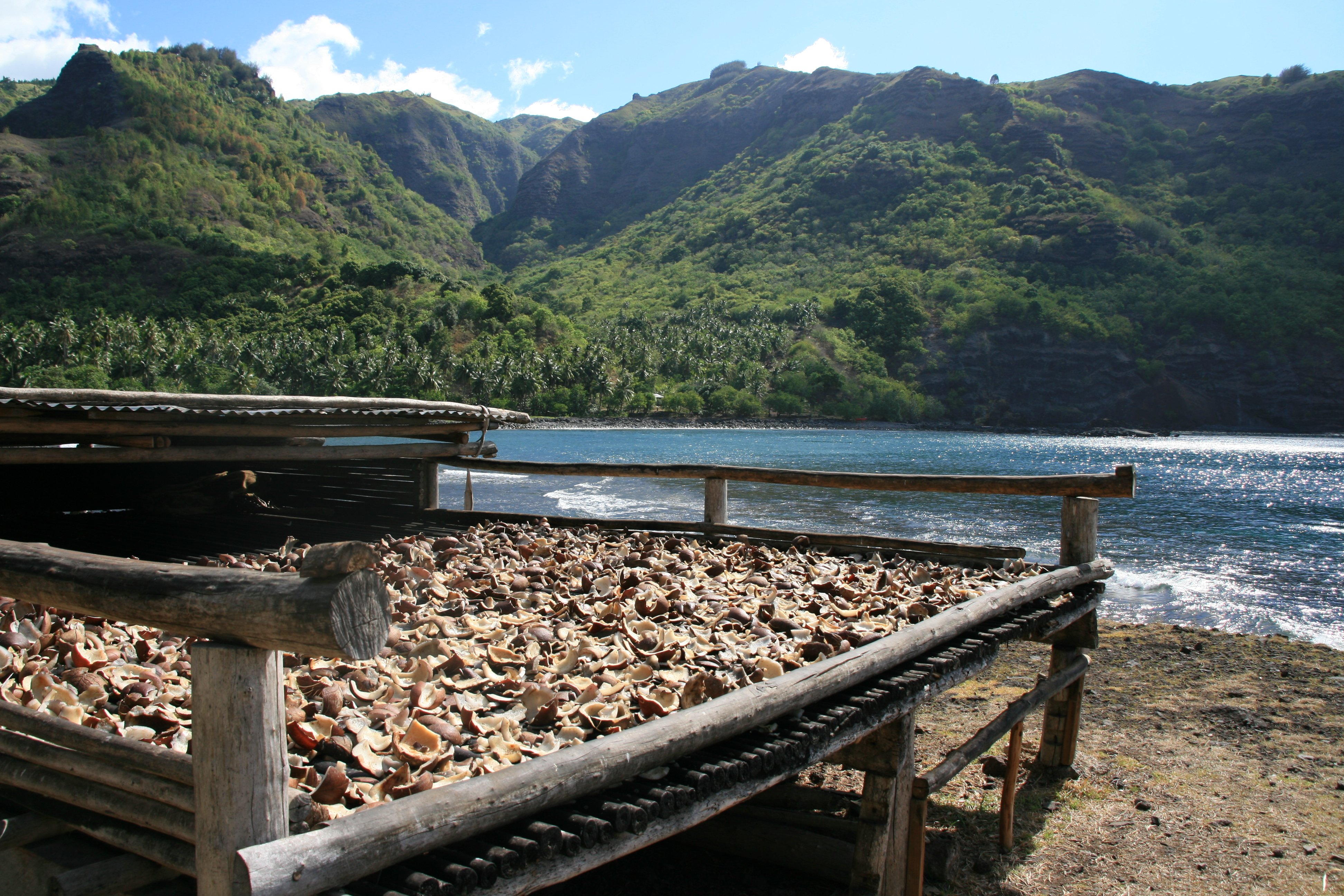
Séchoir à coprah, îles Marquises, Polynésie française.
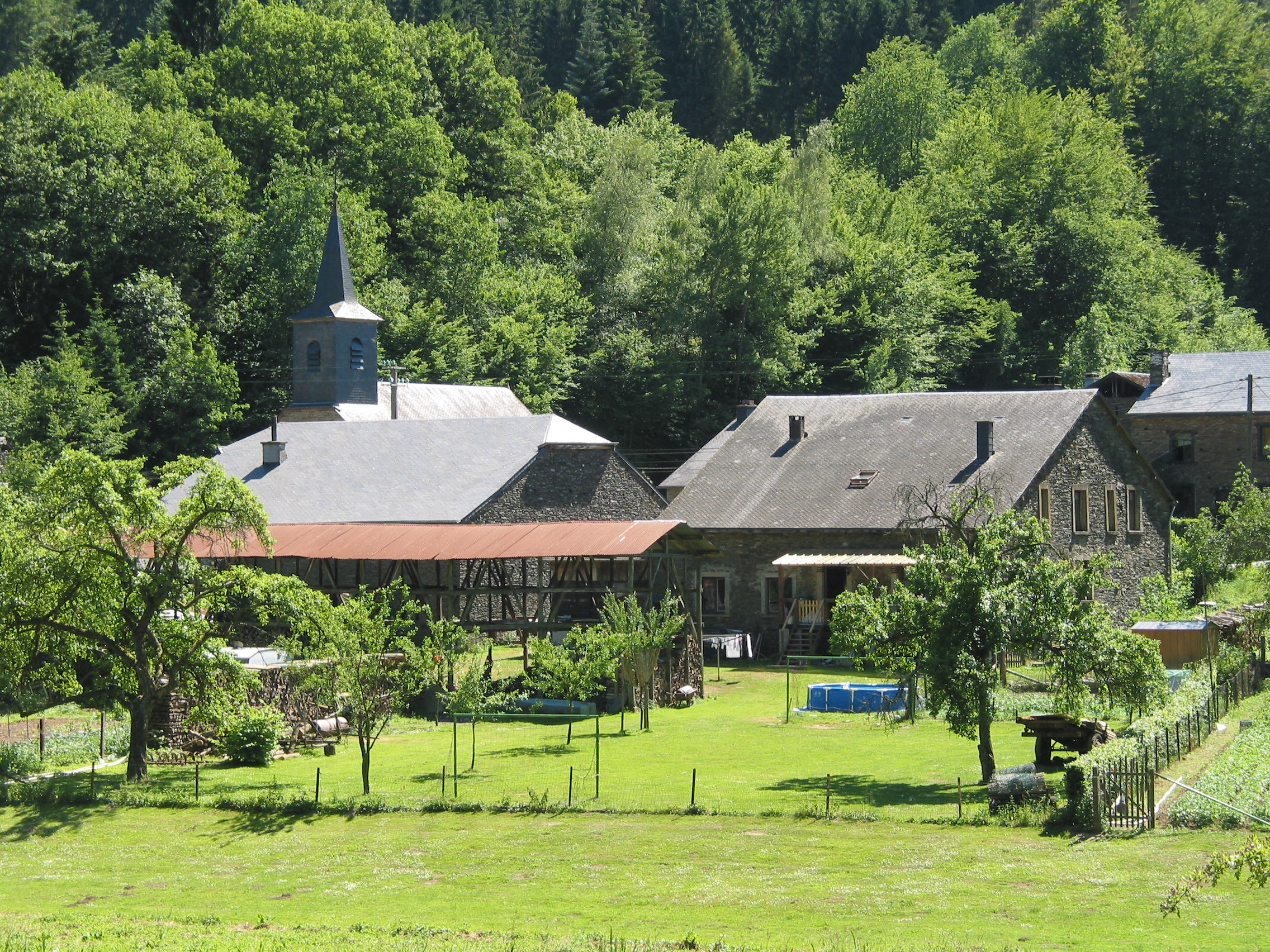
Séchoir à tabac, Mouzaive, Belgique.
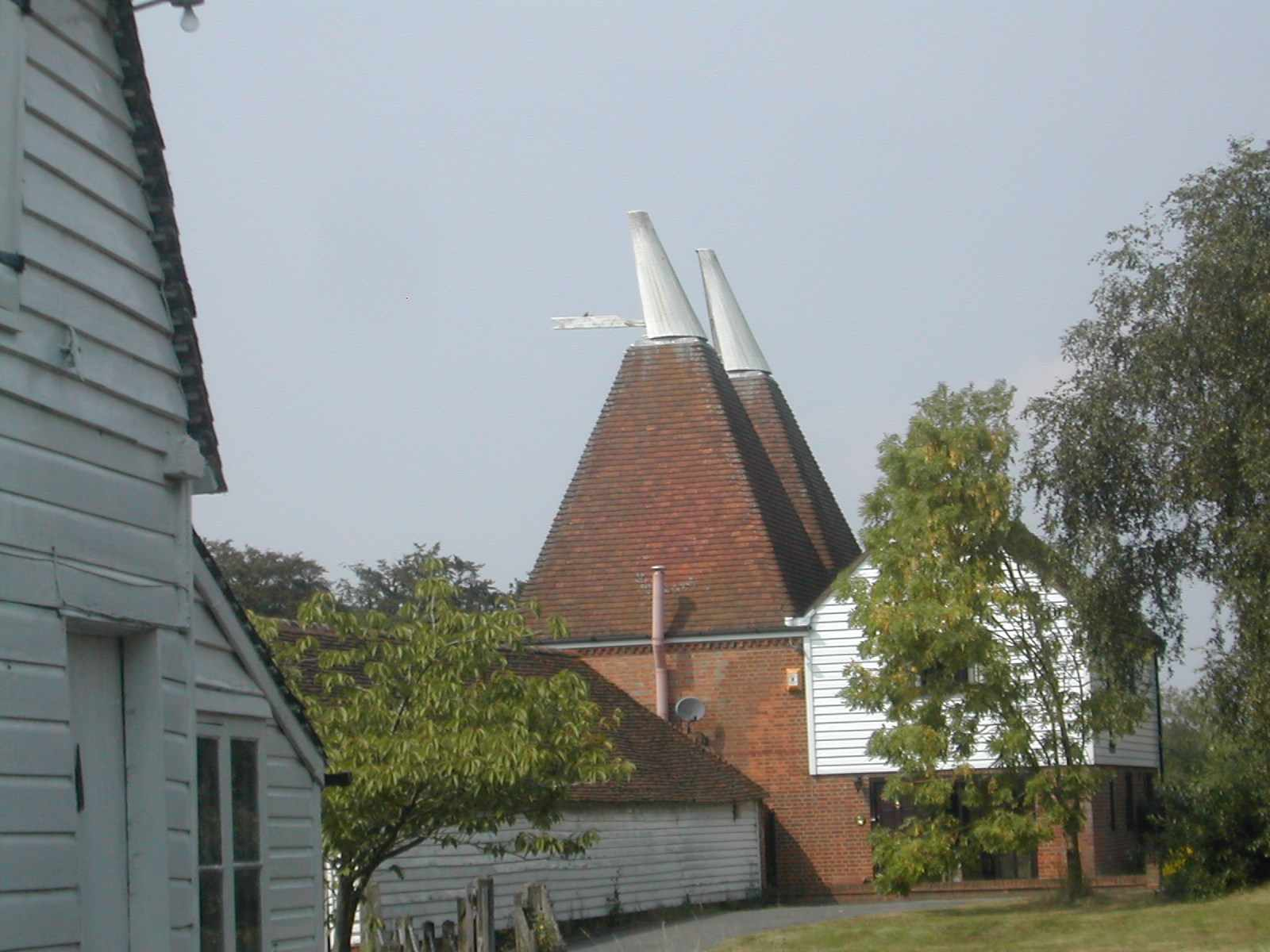
Séchoir à houblon, Rye, Sussex.
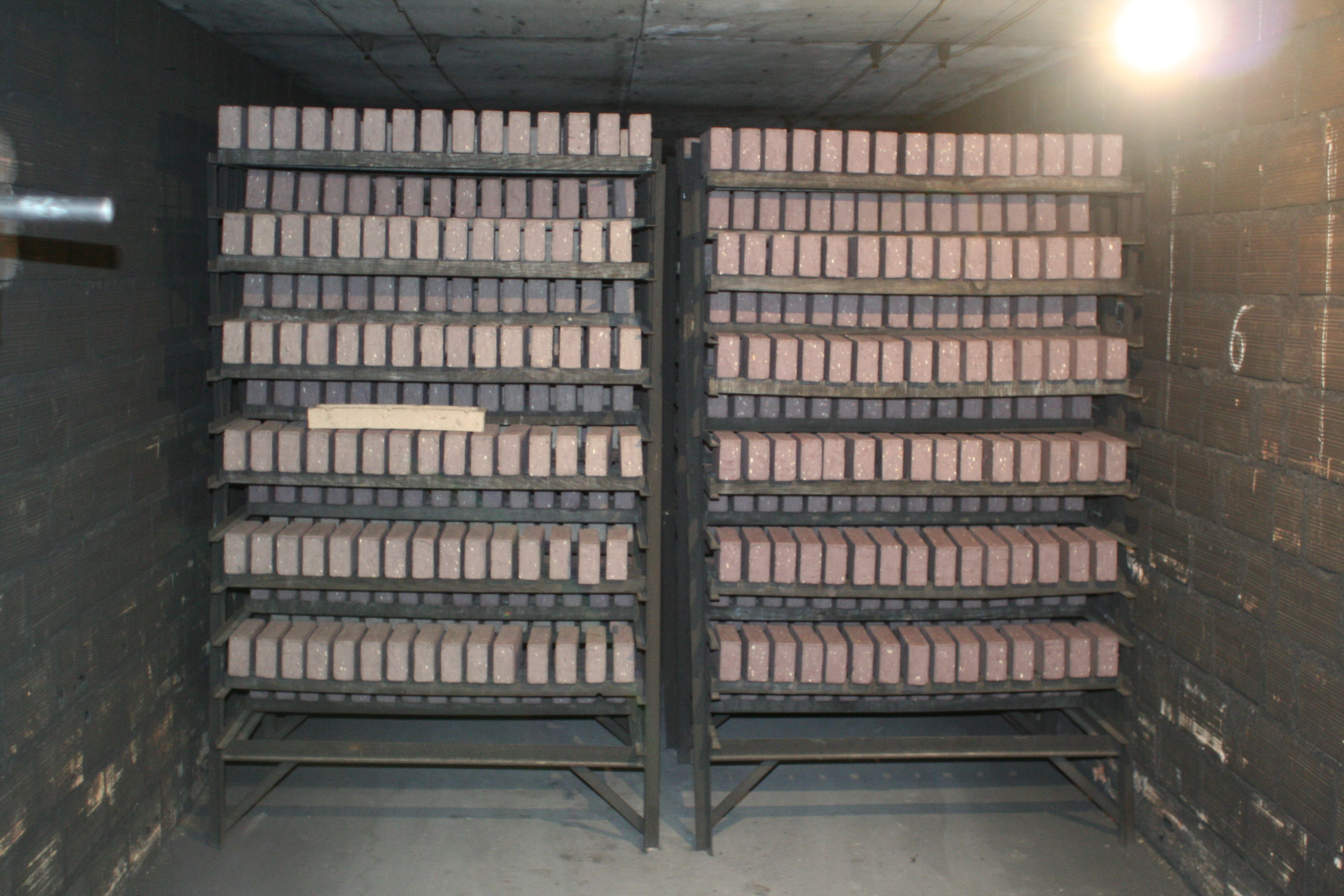
Sechage de briques en « terre ».
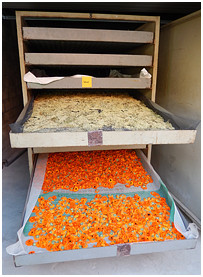
Séchoir solaire à plantes à Marcoussis.
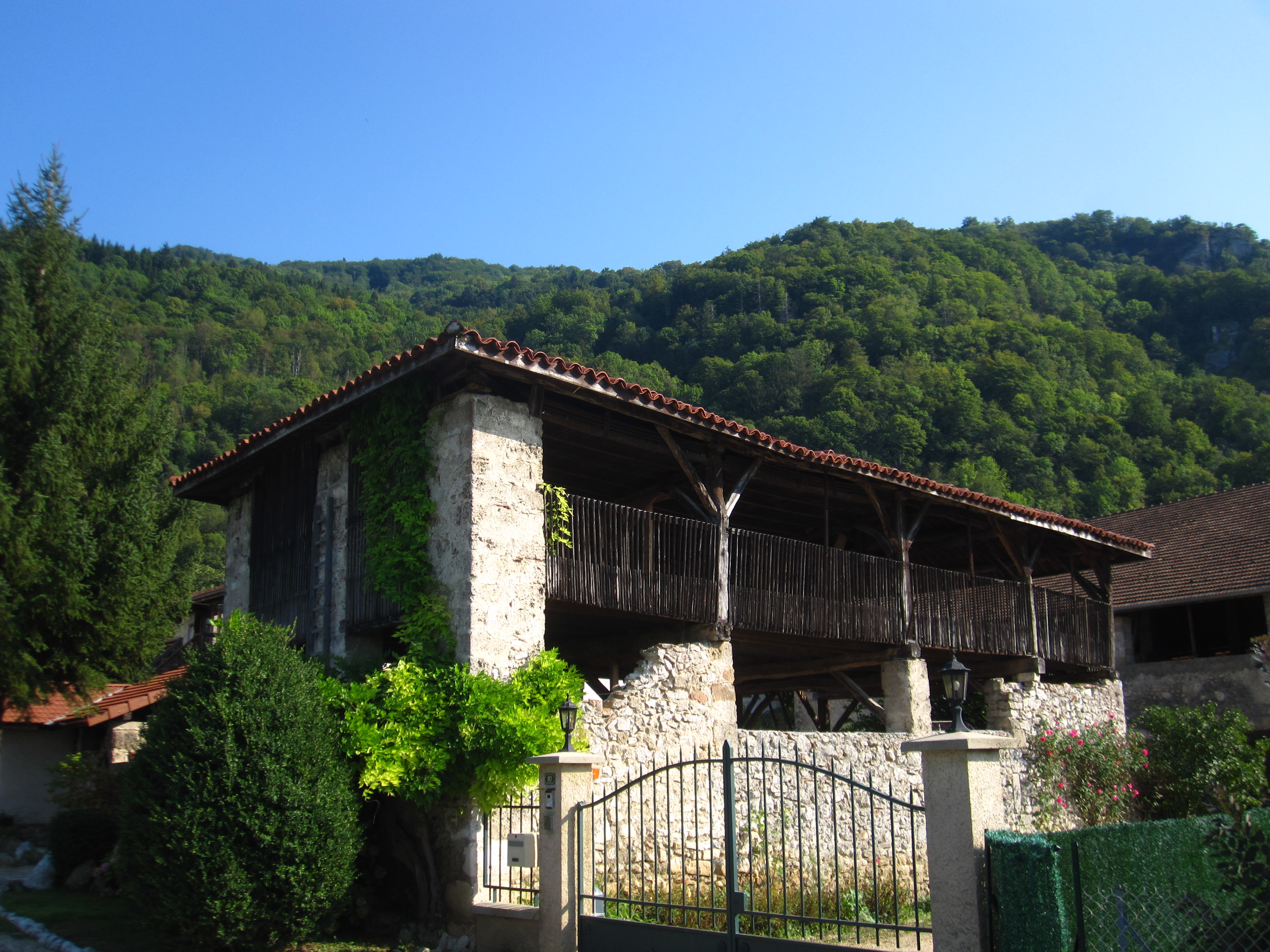
Séchoir à noix de Cognin-les-Gorges

D'autres types de séchoirs existent dans le milieu industriel pour atteindre un niveau d'élimination d'eau plus important. Par exemple, dans le domaine pharmaceutique, des appareils de dessiccation sont employés au cours de certains processus de fabrication galénique afin que le médicament ait une teneur en eau contrôlée. Il existe des séchoirs par conduction, dit directs, comme les étuves ou armoires à vide, les séchoirs rotatifs sous vide ou le séchoir à cylindre. Des séchoirs par convection, dits indirects, comme les étuves à circulation d'air par léchage ou par traversée, les séchoirs-tunnel à chariots ou les séchoirs rotatifs simples. Des séchoirs à rayonnement sont utilisés comme les séchoirs à micro-ondes et les séchoirs à tunnel infra-rouge.